# Egmont Zechlin
Egmont Friedrich Johann-Georg Zechlin (* 27. Juni 1896 in Danzig; † 23. Juni 1992 in Selent) war ein deutscher Historiker und Universitätsprofessor für mittlere und neuere Geschichte. Er war Lehrstuhlinhaber in Berlin und Hamburg und trat mit vielfältigen Forschungen zum Ersten Weltkrieg in der Fachwelt hervor.

## Leben und Wirken
Egmont Zechlin stammte aus einem bürgerlichen preußisch-protestantischen Elternhaus. Egmonts Mutter war Elisabeth Zechlin, geborene Ilberg, sein Vater, der evangelische Konsistorialrat und Militäroberpfarrer Lothar Zechlin, war wie Friedrich Meinecke in Salzwedel aufgewachsen und mit diesem seit Kindertagen befreundet. Egmont Zechlins Großvater Theodor Zechlin hatte sich als Kommunalpolitiker und Heimathistoriker der alten Hansestadt und ihrer altmärkischen Umgebung einen Namen gemacht. In seinem autobiografischen Werk Erlebtes und Erforschtes 1896–1919 (erschienen postum 1993) beschreibt Egmont Zechlin ausführlich seine weitläufige Familie und seine bewegte Kindheit als Sohn eines Militärpfarrers, der häufig dienstbedingt seinen Wohnort wechseln musste.
Im Jahr 1914 meldete sich Zechlin als Achtzehnjähriger freiwillig zum Kriegsdienst, 1916 wurde er schwer verwundet und verlor seine linke Hand. Nach dem Abitur und erneutem Fronteinsatz in Mazedonien wurde er schließlich Kriegsberichterstatter für die Norddeutsche Allgemeine Zeitung, zunächst im Großen Hauptquartier in Spa. 1918/19 erlebte er die Revolutionstage und den Spartakusaufstand in Berlin.
1919 begann er ein Studium der Geschichtswissenschaft, zunächst bei Friedrich Meinecke in Berlin und dann bei Hermann Oncken in Heidelberg, wo er 1922 zum Dr. phil. promoviert wurde, gefolgt von einer Assistententätigkeit bei Oncken. Erste Publikationen folgten, 1929 dann die Habilitation in Marburg mit dem Titel Bismarck und die Grundlegung der deutschen Großmacht und der Beginn seiner Lehrtätigkeit als Privatdozent. 1931/32 war Zechlin Rockefeller-Stipendiat in den USA und in Ostasien, wo er Augenzeuge des japanischen Einmarsches in der Mandschurei wurde.
1934 wurde er in Marburg zum nichtbeamteten außerordentlichen Professor ernannt. Ab 1936 übernahm er vertretungsweise die Professur für neuere Geschichte an der Universität Hamburg, bis diese schließlich mit Ernst Anrich besetzt wurde. 1940 wurde er Ordinarius an der Auslandswissenschaftlichen Fakultät der Berliner Universität. Während dieser Zeit spezialisierte er sich immer mehr auf die Überseegeschichte. Zechlin fungierte von der Gründung 1941 bis 1945 als Direktor des Reichsinstituts für Seegeltungsforschung im Deutschen Seegeltungswerk; eine Institution, die sich den germanischen Wurzeln und den militärischen sowie kolonialen Voraussetzungen „deutscher Seemacht“ widmete. Zechlin war seit 1933 Mitglied der NSDAP und SA. Trotzdem wurde er nach 1945 als politisch „unbelastet“ eingestuft, da er Kontakte zur Widerstandsgruppe der Roten Kapelle nachweisen konnte. Von zahlreichen Personen erhielt er außerdem „Persilscheine“. Zechlin war privat mit Gegnern des Naziregimes wie Arvid Harnack und seiner Frau Mildred Harnack befreundet. Der Pazifist, Friedensaktivist und spanische Widerstandskämpfer Heinz Kraschutzki war ein Jugendfreund von Egmont Zechlin und seinen Geschwistern.
Seit 1945 lebte Zechlin in Selent (Holstein) und war zunächst arbeitslos. 1947 erhielt er einen erneuten Ruf an die Universität Hamburg, wo er Ordinarius für Mittlere und Neuere Geschichte und Direktor des Historischen Seminars wurde. Daneben baute er das Hans-Bredow-Institut für Rundfunk und Fernsehen an der Universität Hamburg mit auf, das er von 1950 bis 1967 leitete. Bekanntheit in den Medien erreichte Zechlin im Jahre 1961 als Sachverständiger beim Anastasia-Prozess vor dem Oberlandesgericht Hamburg.
Zechlins wissenschaftliches Hauptforschungsgebiet war weiterhin die Überseegeschichte, allerdings wurde er Anfang der sechziger Jahre in die berühmte Fischer-Kontroverse verwickelt, wo er einer der Hauptkontrahenten seines Hamburger Kollegen Fritz Fischer wurde. Infolge dieser Auseinandersetzung entstanden in den sechziger und siebziger Jahren zahlreiche Arbeiten über den Ersten Weltkrieg. Daneben galt sein Interesse wie in den dreißiger Jahren wieder dem Themenkomplex Bismarck und die deutsche Reichsgründung 1871. 1967 wurde Zechlin mit siebzig Jahren emeritiert, blieb aber bis zu seinem Tode 1992 wissenschaftlich tätig.
Zechlin war korrespondierendes Mitglied der Akad. Port. da Hist. und gehörte der Verbindung Saxonia Tübingen an. Er wurde mit dem Verdienstkreuz Erster Klasse des Verdienstordens der Bundesrepublik Deutschland ausgezeichnet.
Egmont Zechlin war seit 1941 mit der Ärztin Anneliese Zechlin, geborene Schell, verheiratet. Aus der Ehe gingen die Kinder Katharina, Florian und Thomas Zechlin hervor.

## Schriften (Auswahl)
als Autor
- Erlebtes und Erforschtes 1896–1919. Hrsg. von Anneliese Zechlin. Muster-Schmidt, Göttingen 1993, ISBN 3-7881-1535-1.
- Überseegeschichte. Aufsätze aus den Jahren 1935–1964. Zum 90. Geburtstag des Verfassers neu herausgegeben von Inge Buisson, Günter Moltmann, Klaus-Jürgen Müller und Klaus Saul, Buske, Hamburg 1986, ISBN 3-87118-766-6.
- Krieg und Kriegsrisiko. Zur deutschen Politik im Ersten Weltkrieg. Aufsätze. Droste, Düsseldorf 1979, ISBN 3-7700-0534-1.
- mit Hans-Joachim Bieber: Die deutsche Politik und die Juden im Ersten Weltkrieg. Vandenhoeck und Ruprecht, Göttingen 1969 (DNB 458717045).
- Die deutsche Einheitsbewegung (= Deutsche Geschichte. Teil 3.1), Ullstein, Frankfurt am Main 1967 (DNB 456340017); 3. Auflage 1979.
- Die Reichsgründung (= Deutsche Geschichte. Teil 3.2), Ullstein, Frankfurt am Main 1967 (DNB 456340025); 4. Auflage 1981.
- Friedensbestrebungen und Revolutionierungsversuche im Ersten Weltkrieg. Aus Politik und Zeitgeschichte. 1961 und 1963.
- Maritime Weltgeschichte. Altertum und Mittelalter, Hoffmann und Campe, Hamburg 1947 (DNB 455793069).
- Völker und Meere. 1947.
- Die große Entdeckung. 1940.
- Beiträge zur Methodik der Überseegeschichte. In: Historische Zeitschrift. Band 157, 1938.
- Bismarck und die Grundlegung der deutschen Großmacht, Cotta, Stuttgart 1930 (2. Auflage, Wissenschaftliche Buchgesellschaft, Darmstadt 1960).
- Staatsstreichpläne Bismarcks und Wilhelms II. 1890–1894, Cotta, Stuttgart 1929.
- Schwarz Rot Gold und Scharz Weiß Rot in Geschichte und Gegenwart. Mit Benutzung unveröffentlichter Akten, Deutsche Verlagsgesellschaft für Politik und Geschichte, Berlin 1926. (Digitalisat).

als Herausgeber
Reihe: Weltpolitische Bücherei. Herausgegeben im Auftrag des Reichsamtsleiters in der Dienststelle Rosenberg Georg Leibbrandt von Egmont Zechlin, Deutscher Verlag:
- Dietrich Westermann: Afrika als europäische Aufgabe. Historiographische Monographie. 1941, Folgeauflagen 1941 und 1942.
- Karl Dietzel: Der afrikanische Osten. Buchrechte im November 1940 vom Deutschen Verlag erworben, bibliographisch nicht nachweisbar, vermutlich nicht zum Druck gelangt.